# Bokinia
Bokinia – wieś w Polsce położona w województwie lubelskim, w powiecie hrubieszowskim, w gminie Uchanie.
| SIMC    | Nazwa   | Rodzaj    |
| ------- | ------- | --------- |
| 0903883 | Stupnik | część wsi |
| 0903890 | Władzin | część wsi |

W latach 1975–1998 miejscowość administracyjnie należała do województwa zamojskiego. 
Wieś stanowi sołectwo gminy Uchanie. Według Narodowego Spisu Powszechnego (III 2011 r.) liczyła 134 mieszkańców i była trzynastą co do wielkości miejscowością gminy.
Wierni Kościoła rzymskokatolickiego należą do parafii Wniebowzięcia Najświętszej Maryi Panny w Uchaniach.

## Historia
Według Słownika geograficznego Królestwa Polskiego z roku Bokinia to wieś w powiecie hrubieszowskim, gminie Jarosławiec, parafii Uchanie. W 1827 roku było tu 38 domów i 280 mieszkańców.